# كريغ ماردك
كريغ ماردك (باليابانية: クレイグ・マードック، بالروماجي: Kureigu Mādokku)، كان فالي تودو الذي لايهزم لأربع سنوات كمحترف. عندما تورط كريغ في إشاعة، كان مؤيدوه سعيدين جداً لتحريره. اعتقل كريغ بسبب حادث قتل أثناء قتال في حانة. أفرج عن ماردك فجأة بفضل تأثير من متبرع مجهول. بعد إطلاق سراحه، استلم صندوقاً غامضاً يحتوي على صحيفة تعلن بداية بطولة ملك القبضة الحديدية 4، وتذكرة طيران. بغير علم ماردك، كان الرجل الذي قُتل في الحانة هو أرمور كينغ. بعد أن وعد بالانتقام، صديق أرمور، كينغ، دفع كفالة إطلاق سراح ماردك بالمال الذي حصل عليه من بطولة للمصارعة. وقام كينغ أيضاً بإرسال قصاصة الصحيفة وتذكرة الطيران، من أجل الانتقام من ماردك، الذي شارك في البطولة. التقى الاثنان في البطولة، حيث انتصر كينغ عليه، تاركاً ماردك ليدخل المستشفى. لاحقاً، زار كينغ ماردك في المستشفى لإنهاء ماردك، لكنه أبقى على حياته بعد أن لاحظ صورة عند سريره لماردك وعائلته. كونه غير قادر على تقبل الهزيمة، درب ماردك جسده إلى أقصى الحدود. بعد أن ارتدى قناع اليغور الأسود لأرمور كينغ، دخل ماردك بطولة فالي تودو وتحدى كينغ بعد أن بقي بدون هزيمة. تقاتل الاثنان في بطولة ملك القبضة الحديدية الخامسة؛ لكن الانتصار والهزيمة استعصت على كلا المقاتلين، وبخسارتهما، وجد المصارعان صداقة بينهما. عندما عاد إلى غرفة الانتظار، هوجم كريغ. بعد نظره فقط للمحة عن ظهر المهاجم أثناء هروبه، كاد كريغ أن يقسم أن الشخص الذي رآه كان مشابهاً تماماً مثل الرجل الذي قتله في الحانة، أرمور كينغ. مقرراً معرفة الهوية الحقيقية للشخص الذي هاجمه، قرر كريغ دخول بطولة ملك القبضة الحديدية السادسة.
يبدو أن جنسية كريغ ماردك تحولت بين تيكن 4 وتيكن 5، من الأمريكية إلى الأسترالية. إلا أنه لايتكلم باللهجة الأسترالية، لكن، من المحتمل أن كريغ قد يكون مغترباً.
من المتوقع أن يظهر كريغ ماردك في ستريت فايتر X تيكن.

## وصلات خارجية
- تيكن ويكي
- تيكنبيديا الإنجليزية نسخة محفوظة 3 نوفمبر 2013 على موقع واي باك مشين.